# Eupithecia pollens
Eupithecia pollens là một loài bướm đêm trong họ Geometridae.